# Боч, Марина Сергеевна
Марина Сергеевна Боч (1931—1998) — советский и российский ботаник-болотовед, доктор биологических наук, профессор, ведущий научный сотрудник Ботанического института имени В. Л. Комарова РАН (БИН).

## Биография
Родилась 28 января 1931 года в Ленинграде в семье учёных: отец — геолог и геоморфолог С. Г. Боч, дед — ботаник и почвовед Г. Н. Боч
В 1953 году окончила биолого-почвенный факультет Ленинградского государственного университета на кафедре геоботаники. В феврале следующего года поступила в аспирантуру Ботанического института АН СССР (научный руководитель Е. А. Галкина). В 1959 году защитила кандидатскую диссертацию на тему «Растительный покров как показатель строения торфяной залежи».
С 1957 года стала сотрудником БИН АН СССР, сначала младшим научным сотрудником, с 1966 года — старший научный сотрудник лаборатории растительности Крайнего Севера, с 1968 года — лаборатории растительности лесной зоны отдела геоботаники.
В 1992 году защитила докторскую диссертацию на тему «Флора и растительность болот Северо-Запада и принципы их охраны», в 1993 году утверждена в должности ведущего научного сотрудника БИН РАН. В 1994 году присвоено учёное звание профессора.
Скоропостижно скончалась 18 марта 1998 года в Санкт-Петербурге, похоронена на Богословском кладбище.

## Научные труды
Автор и соавтор более 200 публикаций, среди них:
- Боч М. С., Юрковская Т. К. Об одном интересном типе болот Карелии // Ботанический журнал. — 1956. — Т. 41, № 11. — С. 1631—1633.
- Боч М. С. Растительный покров и его связь с торфяной залежью болотных массивов различных типов // Ботанический журнал. — 1958. — Т. 43, № 4. — С. 533—544.
- Боч М. С., Мазинг В. В. Экосистемы болот СССР / отв. ред.  В. И. Василевич. — Л. : Наука, 1979. — 188 с.
- Боч М. С., Василевич В. И. Болота окрестностей Сегежского озера (южная Карелия) // Ботанический журнал. — 1980. — Т. 65, № 1. — С. 27—38.
- Боч М. С. О классификации болотной растительности (на примере сфагновых топей Северо-Запада РСФСР) // Ботанический журнал. — 1986. — Т. 71, № 9. — С. 1182—1192.
- Боч М. С. Сообщества из Sphagnum fuscum и Sphagnum magellanicum на болотах Северо-Запада РСФСР: опыт классификации // Бюллетень Московского общества испытателей природы. Отдел биологический. — 1990. — Т. 95, вып. 2. — С. 95—108.
- Боч М. С, Смагин В. А. Флора и растительность болот Северо-Запада России и принципы их охраны / под ред. В. С. Ипатова. — СПб. : Гидрометеоиздат, 1993. — 225 с. — (Труды Ботанического института им. В. Л. Комарова РАН ; вып. 7). — ISBN 5-201-11078-9.